# قرار مجلس الأمن التابع للأمم المتحدة رقم 1278

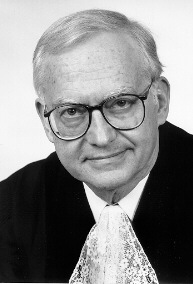
ستيفن مايرون شويبل

قرار مجلس الأمن التابع للأمم المتحدة رقم 1278، الذي تم اعتماده بدون تصويت في 30 تشرين الثاني / نوفمبر 1999، بعد ملاحظة استقالة قاضي محكمة العدل الدولية ستيفن شوبيل قرر المجلس إجراء الانتخابات لشغل المقعد الشاغر في محكمة العدل الدولية في 2 آذار / مارس 2000 في مجلس الأمن وفي اجتماع للجمعية العامة خلال دورتها الرابعة والخمسين.
شويبيل، رجل قانون أمريكي، كان عضوًا في المحكمة منذ يناير 1981، ونائب رئيس محكمة العدل الدولية من 1994 إلى 1997 ورئيسها منذ 1997. كان من المقرر أن تنتهي فترة ولايته في فبراير 2006.

## روابط خارجية
- نص القرار في undocs.org